# Фонтана, Том
Том Фонта́на (англ. Tom Fontana; род. 12 сентября 1951, Буффало) — американский сценарист и продюсер.

## Биография
Том Фонтана родился в итало-американской семье, он был четвёртым из пяти детей. Его двоюродная сестра — актриса и певица Патти Люпон. Начал писать пьесы в возрасте девяти лет. По одной из пьес Фонтаны был поставлен спектакль в колледже, где он учился. По окончании колледжа в 1973 году переехал в Нью-Йорк.
В начале 1980-х пришёл на телевидение. Первой его работой как сценариста стал сериал «Сент-Элсвер». Работал над сериалами «Тюрьма Оз», «Убойный отдел» и многими другими, за что был неоднократно награждён престижными премиями. Фонтана писал статьи для таких изданий, как The New York Times и Esquire. Его пьесы ставились в театрах Нью-Йорка, Сан-Франциско и Буффало. Он является членом Гильдии драматургов и Гильдии продюсеров Америки.
Фонтана дружит с создателем сериала «Закон и порядок» Диком Вульфом. В честь него назван один из персонажей «Закона и порядка» — детектив Джо Фонтана, которого играет Дэннис Фарина.

## Избранная фильмография
Сценарист
- 1982—1988 — Сент-Элсвер / St. Elsewhere
- 1993—1999 — Убойный отдел / Homicide: Life on the Street
- 1996 — Обвинители / The Prosecutors
- 1997—2003 — Тюрьма «OZ» / OZ
- 2004 — Иуда / Judas
- 2004 — The Jury
- 2006 — Дневники Бэдфорда / The Bedford Diaries
- 2009 — Филантроп / Philantropist
- 2011—2014 — Борджиа / Borgia
- 2012—2013 — Легавый / Copper

Продюсер
- 1983—1988 — Сент-Элсвер / St. Elsewhere
- 1993—1999 — Убойный отдел / Homicide: Life on the Street
- 1996 — Обвинители / The Prosecutors
- 1997—2002 — Тюрьма «OZ» / OZ
- 2000 — Американская трагедия / American Tragedy
- 2001 — Выстрел в сердце / Short in the Heart
- 2004 — Иуда / Judas
- 2004 — The Jury
- 2006 — Дневники Бэдфорда / The Bedford Diaries
- 2009 — Филантроп / Philantropist
- 2011—2014 — Борджиа / Borgia
- 2019 — Город на холме / City on a Hill

## Награды
- 1984 — премия «Эмми» за лучший сценарий («Сент-Элсвер», серия The Women)
- 1985 — Гуманитарная премия («Сент-Элсвер»)
- 1986 — премия «Эмми» за лучший сценарий («Сент-Элсвер», серия Time Heals)
- 1993 — премия «Эмми» за лучший сценарий («Убойный отдел», серия Three Men And Adena)
- 2005 — премия «Эдгар» (специальный приз) за участие в создании нескольких детективных сериалов